# Teorem
En sats eller ett teorem (av grekiska θεωρέω, theoreo, "betrakta", "skåda") är ett matematiskt eller logiskt påstående, som är bevisat. Begreppet syftar vanligtvis på ett huvudresultat inom en viss teori. Beviset beskriver hur satsen logiskt följer från teorins axiom.